# Eleições presidenciais em Maurício em 2008
As eleições presidenciais das Ilhas MaurícioPB ou MauríciaPE de 2008 foram realizadas em 19 de setembro. O candidato eleito foi Anerood Jugnauth.